# Joachim Lehmann (Maler)

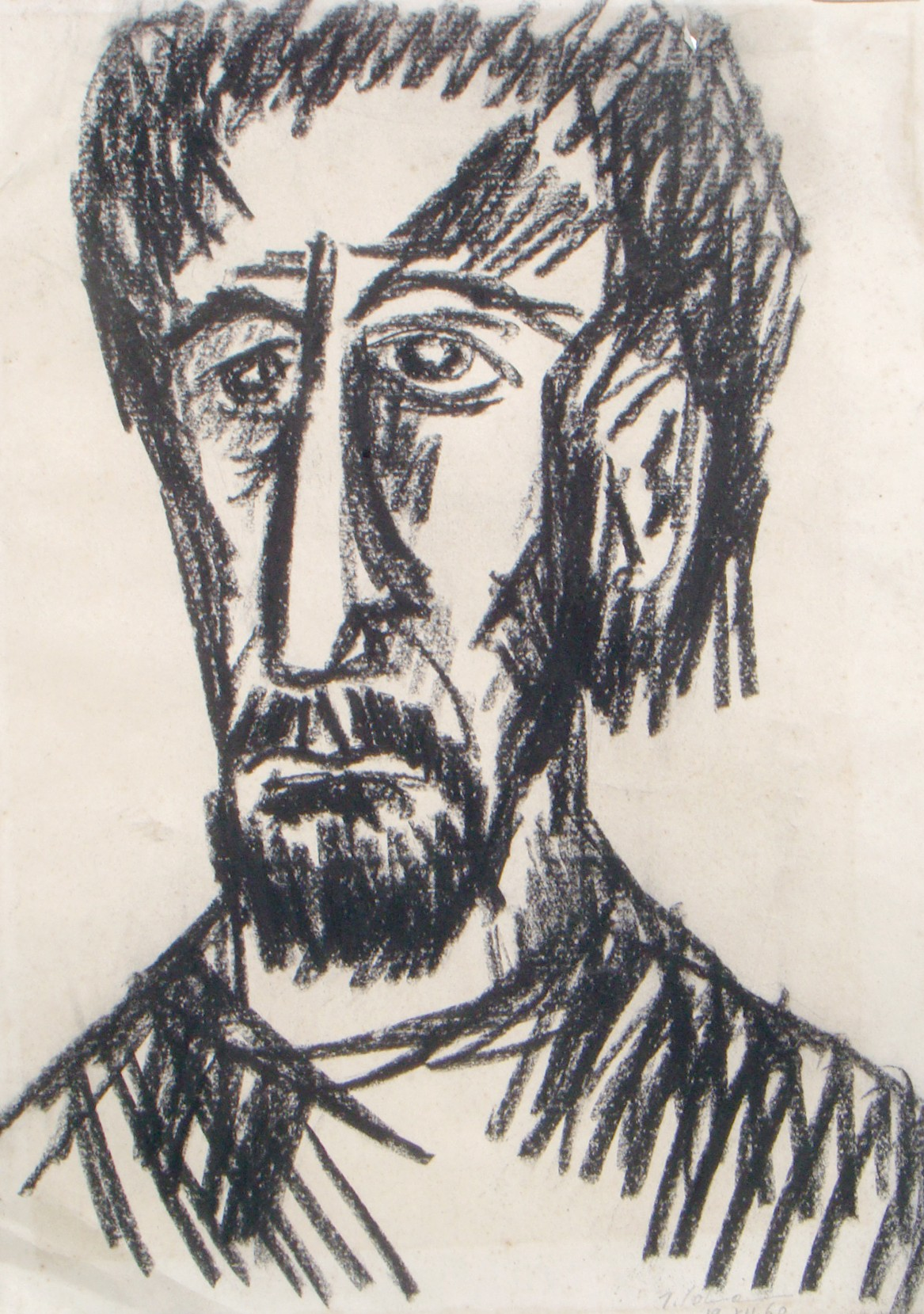
Selbstporträt, 1960

Joachim Lehmann (* 27. November 1935 in Dresden; † 28. Juli 2000 in Jena) war ein deutscher evangelisch-lutherischer Pfarrer, Maler, Grafiker und Lyriker.

## Beruflicher und künstlerischer Werdegang
Lehmann erfuhr seine ersten Prägungen – sowohl beruflich als auch künstlerisch – durch Personen seines familiären Umfelds. Sein Großvater mütterlicherseits war der Maler Carl Harstall, sein Vater war der ehemalige Missionar und spätere Theologieprofessor Arno Lehmann. Als dieser an die Martin-Luther-Universität berufen wurde, siedelte die Familie 1950 nach Halle über. Hier legte Joachim sein Abitur ab und studierte Evangelische Theologie. Gleichzeitig nahm er Malunterricht bei Professor Erwin Hahs. Zum Zeichnen ging er zu Otto Fischer-Lamberg. Auch Aktzeichnen übte er bei Werner Rataiczyk und Albert Ebert.
1960 legte er sein erstes theologisches Staatsexamen ab. Nach seiner Heirat im darauffolgenden Jahr trat er seine erste und einzige Pfarrstelle in Cospeda bei Jena an, in der er bis zu seinem Lebensende wirkte. 1964 legte er seine Dissertation zum Thema Religion und Expressionismus, dargestellt an der Künstlergemeinschaft Brücke vor und wurde zum Doktor der Theologie promoviert. Durch die Beschäftigung mit diesem Thema fand er Kontakt zu Erich Heckel und Karl Schmidt-Rottluff, den er mehrmals in Berlin besuchte und mit dem er Bilder austauschte. Als Maler und Grafiker wurde er im In- und Ausland bekannt. 1965 erhielt er den ersten Preis bei einem Wettbewerb der Bibelillustratoren. Seine Bilder mit biblisch-christlichem Bezug fanden zum Teil Eingang in katechetische Bücher der DDR.

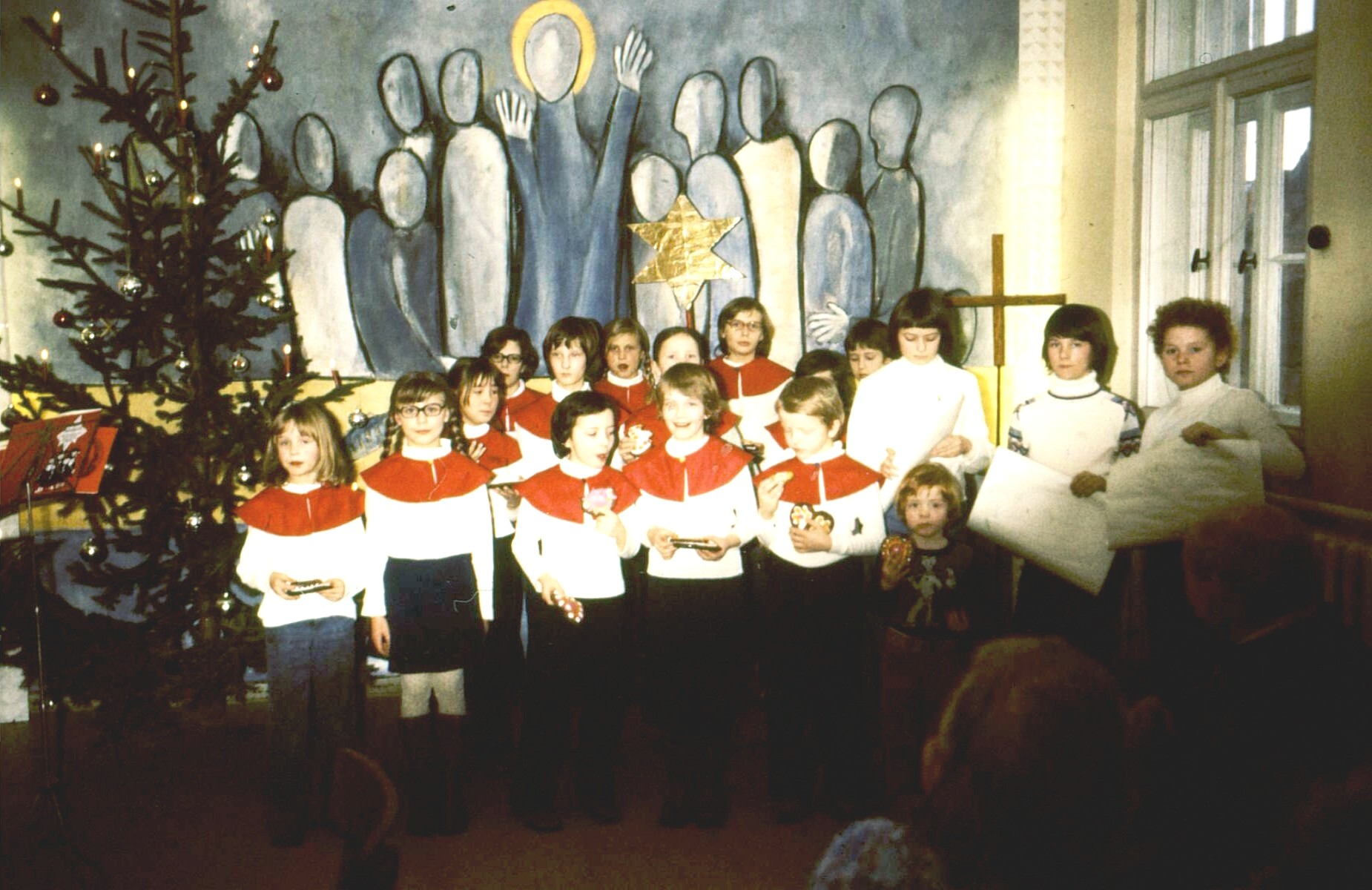
Wandbild Abendmahl im Evangelischen Gemeindezentrum Thomas Müntzer von Kapellendorf, 1970 entstanden, nach 1990 beseitigt

Für seinen Nachbarpfarrer in Kapellendorf führte er eine Auftragsarbeit im dortigen Evangelischen Gemeindezentrum: Er gestaltete die Wand des Gemeindesaales mit einem Abendmahlsbild. Dieses Wandbild wurde später übertüncht.
Im Jahre 1972 beteiligte er sich federführend an der Gründung eines Thüringer „Magazins für kirchliches Kunstgut“, in dem für sakrale Zwecke vorübergehend oder dauernd nicht mehr benutzte Kunstgegenstände eingelagert werden. Als Kustos betreute er zusammen mit seiner Ehefrau, die Kunstwissenschaftlerin war, die Bestände dieses Magazins. 1985 wurde er zum Leiter des Kunstdienstes der Thüringer Kirche berufen.

## Mitgliedschaften
- im Verband Bildender Künstler der DDR (VBK)
- im Internationalen Ring Bildender Künstler, Wuppertal
- in der Deutschen Gesellschaft für christliche Kunst, München
- in der Europäischen Autorenvereinigung „Die Kogge“
- im Internationalen Autorenkreis Plesse
- in der Deutschen Haiku Gesellschaft

## Ausstellungen
Lehmann stellte in Köthen, Leipzig, Magdeburg, Wuppertal, Haguenau (Frankreich), Osnabrück, Eisenach, Paderborn, Minden, Berlin, Halle, Hummelshain, Jena, Gera, Siebenlehn, Lehmhof, Tröbnitz, Weimar, Ebelshof (Franken) und Stuttgart aus. Daneben beteiligte er sich an zahlreichen Kollektivausstellungen im In- und Ausland.

## Werke der bildenden Kunst (Auswahl)
- Hahnkönig, 1956. Öl auf Hartfaser, 80 × 60 cm
- Selbstporträt, 1964. Öl auf Hartfaser, 48 × 40 cm
- Gelber Akt, 1969. Öl auf Hartfaser, 99 × 74 cm
- Engel aus der Offenbarung (Privatbesitz), 1969
- Kreuzvariation, 1970. Öl auf Hartfaser, 106 × 97 cm

## Veröffentlichungen
Lehmann betätigte sich auch als Publizist in Kalendern und Zeitschriften und machte sich einen Namen als Lyriker.
- Erwin Hahs. Aus seinem Leben und Werk. Evangelische Verlagsanstalt, Berlin 1968.
- An der Weltwand. (= Hamburger Lyriktexte 13) Herbert Reich Verlag, Hamburg 1974, ISBN 3-7924-0436-2.
- Zwischen Amstel und Saale. Impressionen einer Hollandreise. Tentamendruck, Bad Cannstatt 1977
- Es schwindet der Tag. Verlag zum Halben Bogen. Göttingen 1980.
- Der traurige Dichter, Reihe Plesser Burgendrucke. Graphikum Verlag, Göttingen 1982
- Im Park von Sanssouci. Gedichte und Graphik. Verlag Graphikum Dr. Mock, Göttingen 1984
- Christlich-soziales Gedankengut im Schaffen von Erwin Hahs = Ausstellungskatalog Erwin Hahs 1887-1970. Staatliche Galerie Moritzburg, Halle 1987
- Alfa. Gedichte und Grafiken. Texte-Service, Jena 1991

## Beteiligung an Anthologien
- Das unzerreißbare Netz. 1968
- Gott im Gedicht. 1972

## Ehrungen
- 1965 1. Preis im Graphik-Wettbewerb für Illustrationen zur Christenlehre
- 1979 Peter-Coryllis-Nadel
- 1982 Adolf-Georg-Bartels-Gedächtnis-Ehrung und die Poetenmünze zum Halben Bogen
- 1984 Graphikum-Literatur-Preis in München
- 1987 Internationaler Möller-Literaturpreis in Schweden
- 1990 Kunstpreis der Stadt Jena zu gleichen Teilen mit Martin Wolf und Andreas Dress
- 1993 Stipendium des Thüringer Ministeriums für Wissenschaft und Kunst

Joachim Lehmann war verheiratet mit Erika geb. Stolze und war der Vater ihrer gemeinsamen Kinder Babet, Jan-Marcel und Henriette.